# حاجی‌آباد (بخش مرکزی همدان)
حاجی‌آباد یک روستا در استان همدان ایران است که در دهستان گنبد واقع شده‌است.این روستا در ۲۰کیلومتری شهر همدان قرار گرفته و دارای طبیعت بکر و دست نخورده ای است.